# Deepti Kapoor
Deepti Kapoor (Hindi दीप्ति कपूर; geboren 1980 in Moradabad) ist eine indische englischsprachige Journalistin und Schriftstellerin.

## Leben
Deepti Kapoor wuchs in Nordindien, in Bombay und Bahrain auf und besuchte in Dehradun die Eliteschule Welham Girls’ School. Sie studierte ab 1997 Journalismus an der Universität Delhi und machte einen M.A. in Sozialpsychologie. Kapoor arbeitete mehrere Jahre als Journalistin in Delhi und dann in Goa. Sie ist mit einem britischen Staatsbürger verheiratet und zog nach dem Brexit wegen seiner beruflichen Möglichkeiten mit ihm nach Portugal.
Im Jahr 2015 veröffentlichte Kapoor mit A Bad Character ihren ersten Roman, der als Romanfolge angelegt ist. Mit Age of Vice kam 2023 der zweite Roman heraus.

## Werke
- A Bad Character : a novel. New York : Alfred A. Knopf, 2015
- Age of vice. London : Fleet, 2023
  - Zeit der Schuld : Roman. Übersetzung Astrid Finke. München : Blessing, 2023